# Arts and Humanities Citation Index
O Arts & Humanities Citation Index (A&HCI), também conhecido como Arts & Humanities Search, é um índice de citação, com abstração e indexação para mais de 1.700 revistas de artes e humanidades e cobertura de disciplinas que incluem revistas de ciências sociais e naturais. Parte desse banco de dados é derivada dos registros de Current Contents. Além disso, a contrapartida de impressão é Conteúdo Atual.
Os temas abordados são Artes, Humanidades, Língua (incluindo Linguística), Poesia, Música, Obras clássicas, História, Estudos orientais, Filosofia, Arqueologia, Arquitetura, Religião, Televisão, Teatro e Rádio.
A cobertura de citações disponíveis (fonte) inclui artigos, cartas, editoriais, resumos de reuniões, erratas, poemas, contos, peças de teatro, partituras, trechos de livros, cronologias, bibliografias e filmografias, além de citações de resenhas de livros, filmes, músicas e performances teatrais.
Esse banco de dados pode ser acessado on-line através do Web of Science. Ele fornece acesso a informações bibliográficas atuais e retrospectivas e referências citadas. Também abrange itens relevantes selecionados individualmente de aproximadamente 1.200 títulos, principalmente periódicos de artes e humanidades, mas com um número não especificado de títulos de outras disciplinas.
De acordo com Thomson Reuters, o Arts & Humanities Search, pode ser acessado via Dialog, DataStar e OCLC, com atualizações semanais e backfiles para 1980.
O estudioso Rainer Enrique Hamel criticou o Arts & Humanities Citation Index por sua fraca reflexão da produção científica em outros idiomas que não o inglês. Além disso, ao analisar apenas o conteúdo em espanhol de 2006, Hamel descobriu a situação absurda de que no índice havia mais publicações em espanhol de autores baseados nos Estados Unidos do que em qualquer outro país de língua espanhola.

## História
O índice foi originalmente desenvolvido pelo Institute for Scientific Information, que mais tarde foi adquirido pela Thomson Scientific. Agora é publicado pela divisão de IP & Science da Thomson Reuters.